# 24858 Дітельм
24858 Дітельм (24858 Diethelm) — астероїд головного поясу, відкритий 21 січня 1996 року.
Тіссеранів параметр щодо Юпітера — 3,408.